# Hockey Hall of Fame
La Hockey Hall of Fame (in francese Temple de la renommée du hockey) è una galleria di celebrità istituita per onorare personalità dell'hockey su ghiaccio.
Si trova a Toronto, in Canada, e fu fondata nel 1943.
La Hockey Hall of Fame è anche un museo sportivo che custodisce ed espone al pubblico materiale su giocatori, squadre e trofei della National Hockey League e della Stanley Cup, incluse memorabilia e documenti che illustrano i primati e i risultati.
Fino al 1961 la Hall of Fame non ebbe una sede stabile; trovò sistemazione in quell'anno quando fu ospitata nei locali al piano terra della Canadian National Exhibition.
Dal 1993 è ospitata altresì nell'attuale sede, sempre a Toronto, nei locali in precedenza di proprietà della Banca di Montréal, tra Yonge Street e Front Street.
Nel 1997 l'IIHF inaugurò la propria Hall of Fame a Zurigo e un anno più tardi fu concluso un accordo tra le due istituzioni; in forza di ciò, dal 29 giugno 1998 la galleria della IIHF ha un proprio spazio a Toronto.

## Regole di ammissione
Per diventare membro della Hall of Fame, un giocatore dev'essere proposto da un comitato composto da 18 persone e ricevere un parere positivo di almeno 15 dei membri. Ogni anno possono essere nominati al massimo quattro giocatori, due non giocatori ed un arbitro o guardalinee. I giocatori, gli arbitri e i guardalinee devono aver cessato l'attività da almeno tre anni.
In passato questo tempo di attesa fu derogato per alcuni giocatori straordinari. Questo l'elenco dei 10: Dit Clapper; Maurice Richard; Ted Lindsay; Red Kelly; Terry Sawchuk; Jean Béliveau; Gordie Howe; Bobby Orr; Mario Lemieux; Wayne Gretzky.

## Lista dei membri della Hockey Hall of Fame

### Giocatori
| Anno | Nome                | Ruolo  |
| ---- | ------------------- | ------ |
| 1945 | Dan Bain            | C      |
| 1945 | Hobey Baker         | A      |
| 1945 | Russell Bowie       | C-A    |
| 1945 | Charlie Gardiner    | P      |
| 1945 | Eddie Gerard        | D-AS   |
| 1945 | Frank McGee         | C-A    |
| 1945 | Howie Morenz        | C      |
| 1945 | Tommy Phillips      | AS/AD  |
| 1945 | Harvey Pulford      | D      |
| 1945 | Hod Stuart          | D      |
| 1945 | Georges Vezina      | P      |
| 1947 | Dit Clapper         | D-AD   |
| 1947 | Aurel Joliat        | AS/AD  |
| 1947 | Frank Nighbor       | C      |
| 1947 | Lester Patrick      | D-P-A  |
| 1947 | Eddie Shore         | D      |
| 1947 | Cyclone Taylor      | C-D-A  |
| 1949 | Art Ross            | D      |
| 1950 | Scotty Davidson     | AD     |
| 1950 | Graham Drinkwater   | D      |
| 1950 | Mike Grant          | D      |
| 1950 | Silas Griffis       | D-A    |
| 1950 | Newsy Lalonde       | D-A    |
| 1950 | Joe Malone          | C      |
| 1950 | George Richardson   | D      |
| 1950 | Harry Trihey        | C-A    |
| 1952 | Dickie Boon         | D      |
| 1952 | Bill Cook           | AD     |
| 1952 | Moose Goheen        | D-AS   |
| 1952 | Moose Johnson       | D      |
| 1952 | Mickey MacKay       | C-A    |
| 1958 | Frank Boucher       | C      |
| 1958 | King Clancy         | D      |
| 1958 | Sprague Cleghorn    | D      |
| 1958 | Alex Connell        | P      |
| 1958 | Red Dutton          | D      |
| 1958 | Frank Foyston       | C      |
| 1958 | Frank Fredrickson   | C      |
| 1958 | Herb Gardiner       | D      |
| 1958 | George Hay          | AS     |
| 1958 | Dick Irvin          | C      |
| 1958 | Ching Johnson       | D      |
| 1958 | Duke Keats          | C      |
| 1958 | Hughie Lehman       | P      |
| 1958 | George McNamara     | D      |
| 1958 | Paddy Moran         | P      |
| 1959 | Jack Adams          | C      |
| 1959 | Cy Denneny          | AS     |
| 1959 | Tiny Thompson       | P      |
| 1960 | Buck Boucher        | D      |
| 1960 | Sylvio Mantha       | D      |
| 1960 | Jack Walker         | C-AS   |
| 1961 | Syl Apps            | C      |
| 1961 | Charlie Conacher    | AD     |
| 1961 | Hap Day             | D      |
| 1961 | George Hainsworth   | P      |
| 1961 | Joe Hall            | D      |
| 1961 | Percy LeSueur       | P-AD   |
| 1961 | Frank Rankin        | R      |
| 1961 | Maurice Richard     | AD     |
| 1961 | Milt Schmidt        | C      |
| 1961 | Oliver Seibert      | P      |
| 1961 | Bruce Stuart        | A      |
| 1962 | Punch Broadbent     | AD     |
| 1962 | Harry Cameron       | D      |
| 1962 | Rusty Crawford      | C-AS   |
| 1962 | Jack Darragh        | AD     |
| 1962 | Jimmy Gardner       | AS     |
| 1962 | Billy Gilmour       | AD     |
| 1962 | Shorty Green        | A      |
| 1962 | Riley Hern          | P      |
| 1962 | Tom Hooper          | A      |
| 1962 | Bouse Hutton        | P      |
| 1962 | Harry Hyland        | AD     |
| 1962 | Jack Laviolette     | D-AS   |
| 1962 | Steamer Maxwell     | A      |
| 1962 | Billy McGimsie      | C      |
| 1962 | Reg Noble           | C-D-AS |
| 1962 | Didier Pitre        | D-AD   |
| 1962 | Jack Ruttan         | D      |
| 1962 | Sweeney Schriner    | AS     |
| 1962 | Bullet Joe Simpson  | D      |
| 1962 | Alf Smith           | AD     |
| 1962 | Barney Stanley      | D-AD   |
| 1962 | Nels Stewart        | C      |
| 1962 | Marty Walsh         | C      |
| 1962 | Harry E. Watson     | C      |
| 1962 | Rat Westwick        | P-A    |
| 1962 | Frederick Whitcroft | A      |
| 1962 | Phat Wilson         | D      |
| 1963 | Ebbie Goodfellow    | C-D    |
| 1963 | Joe Primeau         | C      |
| 1963 | Earl Seibert        | D      |
| 1964 | Doug Bentley        | AS     |
| 1964 | Bill Durnan         | P      |
| 1964 | Babe Siebert        | D-AS   |
| 1964 | Black Jack Stewart  | D      |
| 1965 | Marty Barry         | C      |
| 1965 | Clint Benedict      | P      |
| 1965 | Arthur Farrell      | A      |
| 1965 | Red Horner          | D      |
| 1965 | Syd Howe            | D-AS   |
| 1965 | Jack Marshall       | C-D    |
| 1965 | Bill Mosienko       | AD     |
| 1965 | Blair Russel        | C-AD   |
| 1965 | Ernie Russell       | C-A    |
| 1965 | Fred Scanlan        | A      |
| 1966 | Max Bentley         | C      |
| 1966 | Toe Blake           | AS     |
| 1966 | Emile Bouchard      | D      |
| 1966 | Frank Brimsek       | P      |
| 1966 | Ted Kennedy         | C      |
| 1966 | Elmer Lach          | C      |
| 1966 | Ted Lindsay         | AS     |
| 1966 | Babe Pratt          | D      |
| 1966 | Ken Reardon         | D      |
| 1967 | Turk Broda          | P      |
| 1967 | Neil Colville       | D      |
| 1967 | Harry Oliver        | C      |
| 1968 | Bill Cowley         | C      |
| 1969 | Sid Abel            | C-AS   |
| 1969 | Bryan Hextall       | AD     |
| 1969 | Red Kelly           | C-D    |
| 1969 | Roy Worters         | P      |
| 1970 | Babe Dye            | AD     |
| 1970 | Bill Gadsby         | D      |
| 1970 | Tom Johnson         | D      |
| 1971 | Busher Jackson      | AS     |
| 1971 | Gordon Roberts      | AS     |
| 1971 | Terry Sawchuk       | P      |
| 1971 | Cooney Weiland      | C      |
| 1972 | Jean Beliveau       | C      |
| 1972 | Bernie Geoffrion    | AD     |
| 1972 | Hap Holmes          | G      |
| 1972 | Gordie Howe         | AD     |
| 1972 | Hooley Smith        | C-D-AD |
| 1973 | Doug Harvey         | D      |
| 1973 | Chuck Rayner        | P      |
| 1973 | Tommy Smith         | C-AS   |
| 1974 | Billy Burch         | C-D    |
| 1974 | Art Coulter         | D      |
| 1974 | Tommy Dunderdale    | C      |
| 1974 | Dickie Moore        | AD     |
| 1975 | George Armstrong    | AD     |
| 1975 | Ace Bailey          | AS     |
| 1975 | Gordie Drillon      | AD     |
| 1975 | Glenn Hall          | P      |
| 1975 | Pierre Pilote       | D      |
| 1976 | Johnny Bower        | P      |
| 1976 | Bill Quackenbush    | D      |
| 1977 | Alex Delvecchio     | C-AS   |
| 1977 | Tim Horton          | D      |
| 1978 | Andy Bathgate       | AD     |
| 1978 | Jacques Plante      | P      |
| 1978 | Marcel Pronovost    | D      |
| 1979 | Harry Howell        | D      |
| 1979 | Bobby Orr           | D      |
| 1979 | Henri Richard       | C      |
| 1980 | Harry Lumley        | P      |
| 1980 | Lynn Patrick        | C-AS   |
| 1980 | Gump Worsley        | P      |
| 1981 | Johnny Bucyk        | AS     |
| 1981 | Frank Mahovlich     | AS     |
| 1981 | Allan Stanley       | D      |
| 1982 | Yvan Cournoyer      | AD     |
| 1982 | Rod Gilbert         | AD     |
| 1982 | Norm Ullman         | C      |
| 1983 | Ken Dryden          | P      |
| 1983 | Bobby Hull          | AS     |
| 1983 | Stan Mikita         | C      |
| 1984 | Phil Esposito       | C      |
| 1984 | Jacques Lemaire     | C      |
| 1984 | Bernie Parent       | P      |
| 1985 | Gerry Cheevers      | P      |
| 1985 | Bert Olmstead       | AS     |
| 1985 | Jean Ratelle        | C      |
| 1986 | Leo Boivin          | D      |
| 1986 | Dave Keon           | C      |
| 1986 | Serge Savard        | D      |
| 1987 | Bobby Clarke        | C      |
| 1987 | Eddie Giacomin      | P      |
| 1987 | Jacques Laperriere  | D      |
| 1988 | Guy Lafleur         | AD     |
| 1988 | Buddy O'Connor      | C      |
| 1988 | Brad Park           | D      |
| 1989 | Herbie Lewis        | AS     |
| 1989 | Darryl Sittler      | C      |
| 1989 | Vladislav Tret'jak  | P      |
| 1990 | Bill Barber         | AS     |
| 1990 | Fernie Flaman       | D      |
| 1990 | Gilbert Perreault   | C      |
| 1991 | Mike Bossy          | AD     |
| 1991 | Denis Potvin        | D      |
| 1991 | Bob Pulford         | C-AS   |
| 1991 | Clint Smith         | C      |
| 1992 | Marcel Dionne       | C      |
| 1992 | Woody Dumart        | AS     |
| 1992 | Bob Gainey          | AS     |
| 1992 | Lanny McDonald      | AD     |
| 1993 | Guy Lapointe        | D      |
| 1993 | Edgar Laprade       | C      |
| 1993 | Steve Shutt         | AS     |
| 1993 | Billy Smith         | P      |
| 1994 | Lionel Conacher     | D      |
| 1994 | Harry P. Watson     | AS     |
| 1995 | Bun Cook            | AS     |
| 1995 | Larry Robinson      | D      |
| 1996 | Bobby Bauer         | AD     |
| 1996 | Borje Salming       | D      |
| 1997 | Mario Lemieux       | C      |
| 1997 | Bryan Trottier      | C      |
| 1998 | Roy Conacher        | AS     |
| 1998 | Michel Goulet       | AS     |
| 1998 | Peter Stastny       | C      |
| 1999 | Wayne Gretzky       | C      |
| 2000 | Joe Mullen          | AD     |
| 2000 | Denis Savard        | C      |
| 2001 | Vjačeslav Fetisov   | D      |
| 2001 | Mike Gartner        | AD     |
| 2001 | Dale Hawerchuk      | C      |
| 2001 | Jari Kurri          | AD     |
| 2002 | Bernie Federko      | C      |
| 2002 | Clark Gillies       | AS     |
| 2002 | Rod Langway         | D      |
| 2003 | Grant Fuhr          | P      |
| 2003 | Pat LaFontaine      | C      |
| 2004 | Ray Bourque         | D      |
| 2004 | Paul Coffey         | D      |
| 2004 | Larry Murphy        | D      |
| 2005 | Valerij Charlamov   | AS     |
| 2005 | Cam Neely           | AD     |
| 2006 | Dick Duff           | AS     |
| 2006 | Patrick Roy         | P      |
| 2007 | Mark Messier        | C      |
| 2007 | Al MacInnis         | D      |
| 2007 | Scott Stevens       | D      |
| 2007 | Ron Francis         | C      |
| 2008 | Glenn Anderson      | AD     |
| 2008 | Igor' Larionov      | C      |
| 2009 | Brett Hull          | AD     |
| 2009 | Brian Leetch        | D      |
| 2009 | Luc Robitaille      | AS     |
| 2009 | Steve Yzerman       | C      |
| 2010 | Dino Ciccarelli     | AD     |
| 2010 | Angela James        | C      |
| 2010 | Cammi Granato       | C      |
| 2011 | Ed Belfour          | P      |
| 2011 | Doug Gilmour        | C      |
| 2011 | Mark Howe           | D      |
| 2011 | Joe Nieuwendyk      | C      |
| 2012 | Joe Sakic           | C      |
| 2012 | Mats Sundin         | C      |
| 2012 | Adam Oates          | C      |
| 2012 | Pavel Bure          | AD     |
| 2013 | Chris Chelios       | D      |
| 2013 | Geraldine Heaney    | D      |
| 2013 | Scott Niedermayer   | D      |
| 2013 | Brendan Shanahan    | AD     |
| 2014 | Rob Blake           | D      |
| 2014 | Peter Forsberg      | C      |
| 2014 | Dominik Hašek       | P      |
| 2014 | Mike Modano         | C      |
| 2015 | Sergej Fëdorov      | C      |
| 2015 | Phil Housley        | D      |
| 2015 | Nicklas Lidström    | D      |
| 2015 | Chris Pronger       | D      |
| 2015 | Angela Ruggiero     | D      |
| 2016 | Eric Lindros        | C      |
| 2016 | Sergej Makarov      | AD     |
| 2016 | Rogie Vachon        | P      |

### Personalità chiave
| Anno | Nome                     |
| ---- | ------------------------ |
| 1945 | H. Montagu Allan         |
| 1945 | Frederick Arthur Stanley |
| 1947 | Frank Calder             |
| 1947 | W. A. Hewitt             |
| 1947 | Francis Nelson           |
| 1947 | William Northey          |
| 1947 | John Ross Robertson      |
| 1947 | Claude C. Robinson       |
| 1947 | James T. Sutherland      |
| 1958 | George Dudley            |
| 1958 | James E. Norris          |
| 1958 | Frank Patrick            |
| 1958 | Allan Pickard            |
| 1958 | Donat Raymond            |
| 1958 | Conn Smythe              |
| 1958 | Lloyd Turner             |
| 1960 | Charles Adams            |
| 1960 | John Kilpatrick          |
| 1960 | Frank J. Selke           |
| 1961 | George V. Brown          |
| 1961 | Paul Loicq               |
| 1961 | Fred Waghorne            |
| 1962 | Frank Ahearn             |
| 1962 | Walter A. Brown          |
| 1962 | Frederick Hume           |
| 1962 | James D. Norris          |
| 1962 | Ambrose O'Brien          |
| 1962 | Frank Smith              |
| 1963 | Leo Dandurand            |
| 1963 | Tommy Gorman             |
| 1963 | Frederic McLaughlin      |
| 1964 | Angus Campbell           |
| 1964 | Frank Dilio              |
| 1965 | Foster Hewitt            |
| 1965 | Tommy Lockhart           |
| 1966 | Clarence Campbell        |
| 1968 | James Dunn               |
| 1968 | Jim Hendy                |
| 1969 | Al Leader                |
| 1969 | Bruce Norris             |
| 1970 | Robert Lebel             |
| 1971 | Arthur Wirtz             |
| 1972 | Weston Adams             |
| 1973 | Hartland Molson          |
| 1974 | Charles Hay              |
| 1974 | Tommy Ivan               |
| 1974 | Anatolij Tarasov         |
| 1974 | Carl Voss                |
| 1975 | Frank Buckland           |
| 1975 | William M. Jennings      |
| 1976 | Jack Gibson              |
| 1976 | Philip Dansken Ross      |
| 1976 | Bill Wirtz               |
| 1977 | Bunny Ahearne            |
| 1977 | Harold Ballard           |
| 1977 | Joseph Cattarinich       |
| 1978 | J. P. Bickell            |
| 1978 | Sam Pollock              |
| 1978 | William Thayer Tutt      |
| 1979 | Gordon Juckes            |
| 1980 | Jack Butterfield         |
| 1982 | Emile Francis            |
| 1983 | Harry Sinden             |
| 1984 | Punch Imlach             |
| 1984 | Jake Milford             |
| 1985 | John Mariucci            |
| 1985 | Rudy Pilous              |
| 1986 | Bill Hanley              |
| 1987 | John Ziegler             |
| 1988 | Ed Snider                |
| 1989 | David Bauer              |
| 1989 | Alan Eagleson            |
| 1990 | Bud Poile                |
| 1991 | Scotty Bowman            |
| 1992 | Keith Allen              |
| 1992 | Bob Johnson              |
| 1992 | Frank Mathers            |
| 1993 | Frank Griffiths          |
| 1993 | Seymour Knox             |
| 1993 | Fred Page                |
| 1994 | Brian O'Neill            |
| 1995 | Gunther Sabetzki         |
| 1995 | Bill Torrey              |
| 1996 | Al Arbour                |
| 1997 | Glen Sather              |
| 1998 | Athol Murray             |
| 1999 | Scotty Morrison          |
| 2000 | Walter Bush              |
| 2001 | Craig Patrick            |
| 2002 | Roger Neilson            |
| 2003 | Mike Ilitch              |
| 2003 | Brian Kilrea             |
| 2004 | Cliff Fletcher           |
| 2005 | Murray Costello          |
| 2006 | Harley Hotchkiss         |
| 2006 | Herb Brooks              |
| 2007 | Jim Gregory              |
| 2008 | Ed Chynoweth             |
| 2009 | Lou Lamoriello           |
| 2010 | Jim Devellano            |
| 2010 | Daryl Seaman             |
| 2013 | Fred Shero               |
| 2014 | Pat Burns                |
| 2015 | Bill Hay                 |
| 2015 | Peter Karmanos           |
| 2016 | Pat Quinn                |

### Arbitri
| Anno | Nome               |
| ---- | ------------------ |
| 1961 | Chaucer Elliott    |
| 1961 | Mickey Ion         |
| 1961 | Cooper Smeaton     |
| 1962 | Mike Rodden        |
| 1963 | Bobby Hewitson     |
| 1964 | Bill Chadwick      |
| 1967 | Red Storey         |
| 1973 | Frank Udvari       |
| 1981 | John Ashley        |
| 1987 | Matt Pavelich      |
| 1988 | George Hayes       |
| 1991 | Neil Armstrong     |
| 1993 | John D'Amico       |
| 1999 | Andy Van Hellemond |
| 2008 | Ray Scapinello     |
| 2014 | Bill McCreary      |